# Coleophora inermis
Coleophora inermis é uma espécie de mariposa do gênero Coleophora pertencente à família Coleophoridae.